# Chris Morris (voetballer)
Christopher Barry "Chris" Morris (Newquay, 24 december 1963) is een Engels-Iers voormalig betaald voetballer die als rechtsachter speelde. Hij maakte deel uit van de allereerste selectie van het Iers voetbalelftal op een WK, in 1990 in Italië.

## Clubcarrière
Morris speelde voor drie clubs gedurende zijn carrière: Sheffield Wednesday, Celtic Glasgow en Middlesbrough. Hij veroverde het Schots landskampioenschap met Celtic in 1988 en won voorts twee keer op rij de Scottish Cup. In 1992 tekende Morris een contract bij Middlesbrough, waar hij nog behoorde tot een selectie die twee bekerfinales verloor: de finale van de League Cup (1997) en de finale van de FA Cup (1997). In 1995 promoveerde Morris met Boro naar de Premier League.
Morris beëindigde zijn loopbaan in 1997 als gevolg van een gescheurde voorste kruisband.

## Erelijst
| Competitie                    |        |                  |
| Competitie                    | Aantal | Jaren            |
| Celtic                        | Celtic | Celtic           |
| ----------------------------- | ------ | ---------------- |
| Scottish Football League      | 1×     | 1987/88          |
| Scottish Cup                  | 2×     | 1987/88, 1988/89 |
| Middlesbrough                 |        |                  |
| First Division / Championship | 1x     | 1994/95          |

## Interlandcarrière
Morris debuteerde op 10 november 1987 in het Iers voetbalelftal onder leiding van de legendarische bondscoach Jack Charlton tegen Israël. De Ieren wonnen dat vriendschappelijk duel met 5–0. Hij vertegenwoordigde Ierland op Euro 1988 in West-Duitsland. Morris speelde op dat toernooi alle groepswedstrijden. Ierland was uitgeschakeld, net als Engeland. Nederland en de Sovjet-Unie stootten door.
Met Jack Charlton als bondscoach plaatsten de Ieren zich voor het eerst in de geschiedenis voor een WK-eindronde: Italië 1990. Morris was de vaste rechtsachter. Italië schakelde Ierland uit in de kwartfinale, met een doelpunt van Salvatore Schillaci. Morris was er niet meer bij op het volgende WK: Verenigde Staten 1994. Hij speelde zijn 35ste en laatste interland al op 17 november 1992 tegen Wales.